# Lijst van oorlogsmonumenten in Heerde
De Nederlandse gemeente Heerde heeft 2 oorlogsmonumenten. Hieronder een overzicht.
| Nr.  | Object                        | Herdachte groep                                                                                              | Ontwerper                                             | Onthulling    | Type      | Locatie                     | Plaats            | Coördinaten                  | Foto                          |
| ---- | ----------------------------- | --- | ----------------------------------------------------- | ------------- | --------- | --------------------------- | ----------------- | ---------------------------- | ----------------------------- |
| 2003 | Monument in het Van Meurspark | militairen in dienst van het Ned. Kon. 1940-1945, burgerslachtoffers, vervolgden Nederland, verzet Nederland | André C. Kammeyer                                     | 4 mei 1948    | overig    | Marktstraat 1, 8181 JE      | Heerde            | 52° 23' 16" NB, 6° 2' 33" OL | Monument in het Van Meurspark |
| 2007 | Monument bij de Klementbrug   | burgerslachtoffers, verzet Nederland                                                                         | Ir. A. Kammeyer (ontwerp), Dave van Beetz (bewerking) | 13 april 1947 | overig    | Kanaaldijk 8, 8181 SC       | Heerde            | 52° 22' 18" NB, 6° 2' 26" OL | Meer afbeeldingen             |
|      | Stolpersteine                 | vervolgden Nederland                                                                                         | Gunter Demnig                                         |               | plaquette | Zie Stolpersteine in Heerde | Heerde, Wapenveld |                              |                               |

Aalten ·
Apeldoorn ·
Arnhem ·
Barneveld ·
Berg en Dal ·
Berkelland ·
Beuningen ·
Bronckhorst ·
Brummen ·
Buren ·
Culemborg ·
Doesburg ·
Doetinchem ·
Druten ·
Duiven ·
Ede ·
Elburg ·
Epe ·
Ermelo ·
Harderwijk ·
Hattem ·
Heerde ·
Heumen ·
Lingewaard ·
Lochem ·
Maasdriel ·
Montferland ·
Neder-Betuwe ·
Nijkerk ·
Nijmegen ·
Nunspeet ·
Oldebroek ·
Oost Gelre ·
Oude IJsselstreek ·
Overbetuwe ·
Putten ·
Renkum ·
Rheden ·
Rozendaal ·
Scherpenzeel ·
Tiel ·
Voorst ·
Wageningen ·
West Betuwe ·
West Maas en Waal ·
Westervoort ·
Wijchen ·
Winterswijk ·
Zaltbommel ·
Zevenaar ·
Zutphen